# Державний кредит
Держа́вна позика — кредит, наданий державою юридичним особам з державною користю. Формами державного кредиту є позички і казначейські зобов'язання.

Як економічна категорія державний кредит поєднує в собі фінансові та кредитні відносини. Як ланка фінансової системи він обслуговує формування і використання централізованих грошових фондів держави. 
Це зумовлюється тим, що
Державний кредит — це відносини вторинного розподілу ВВП.

Функції кредиту наданого державою:
1. Фіскальна
2. Регулююча

Через фіскальну функцію державного кредиту забезпечується формування централізованих грошових фондів держави, або їх використання на принципах строковості, платності, поверненості. Сутність регулюючої функції проявляється в тому, що вступаючи в кредитні відносини держава впливає на стан грошового обігу, рівень відсоткових ставок на ринку грошей і капіталів на виробництво і зайнятість.
Державний кредит може бути внутрішнім і зовнішнім.

Внутрішній виступає у таких формах:
- державні позики
- ощадна справа — перетворення частини вкладів населення в державні позики
- запозичення коштів загальнодержавного позичкового фонду
- казначейські позики
- гарантовані позики

Казначейські позики як форма кредиту виражають відносини з надання фінансової допомоги підприємствам і організаціям органами державної влади і управління за рахунок бюджетних коштів на умовах терміновості, платності, зворотності.

Форма зовнішнього державного кредиту:
1. Державні зовнішні позики
2. Позики міжнародних фінансових органів
3. Міжурядові позики, банківські кредити держави

Кредитори:
1. Всесвітній банк
2. Міжнародний валютний фонд
3. Європейський банк реконструкцій та розвитку
4. Держави Європейського співтовариства

Історія державного кредиту як процент ВВП, для США, Японії та інших європейських економік.

## Класифікація державних позик
Державні позики є основною формою державного кредиту. Класифікація державних позик здійснюється за такими ознаками:
1. За правом оформлення розрізняють державні позики, що оформляються підписними зобов'язаннями або надаються на підставі угод (безоблігаційні), і забезпечені випуском цінних паперів (облігаційні). Угодами оформляються, як правило, кредити від урядів інших країн, міжнародних організацій та фінансових інституцій. За допомогою цінних паперів мобілізуються кошти на фінансовому ринку.
2. Залежно від розміщення позик їх поділяють на внутрішні — на внутрішньому фінансовому ринку (надаються юридичними і фізичними особами даної країни та нерезидентами) і зовнішні — надходять ззовні від урядів, юридичних і фізичних осіб інших країн, міжнародних організацій і фінансових інституцій.
3. За правом емісії розрізняють державні й місцеві позики. Державні позики випускають центральні органи управління. Надходження від них спрямовуються в Державний бюджет. Місцеві позики випускають місцеві органи управління і мобілізовані кошти спрямовуються у відповідні місцеві бюджети.
4. За характером використання цінних паперів бувають ринкові та неринкові позики. Облігації (казначейські зобов'язання) ринкових позик вільно купуються, продаються і перепродаються на ринку цінних паперів. Неринкові позики не допускають виходу цінних паперів на ринок, тобто їх власники не можуть їх перепродати.